# Австрийский Веркбунд
Австрийский Веркбунд (нем. Österreichischer Werkbund) - ассоциация австрийских художников, архитекторов, мастеров декоративно-прикладного искусства и бизнесменов, сформированная в 1912 году по примеру немецкого веркбунда.
Целью движения веркбунд было взаимодействие мастеров различных жанров, таких как, изобразительного искусства, архитектуры и ремесел, а также продвижение творений мастеров ассоциации.
Первым президентом ассоциации был  Адольф Фрайхерр Бахофен фон Эхт, а его основателями выступили Йозеф Хоффманн и Фердинанд Андри. Многие члены Венского сецессиона и Венских мастерских участвовали в выставках, организованных Веркбундтом, таких как Кельнская выставка 1914 года. После Первой мировой войны ассоциация решила посвятить себя строительству и продвижению социального жилья в Вене, финансируемому местным правительством. С 1920 года начали возникать разногласия между членами, что привело  в 1923 году к появлению других союзов в Австрии: "Венский веркбунд" и "Веркбунд из Штирии в Германии". Первый из них обратно воссоединился с ассоциацией в 1926 году.
В 1930 году  Веркбунд организовал выставку, которая дала новый импульс развитию ассоциации, что привело к  строительству жилых домов в Вене в  1931 и 1932 годах, некоторые из них были выполнены по проектам Адольфа Лооса или Рихарда Нейтрала.
В 1932 году была проведена новая выставка, на которой были показаны построенные жилые здания, проекты которых были направлены на развитие политической, социальной и экономической свободы человека. 
В 1934 году организация снова раскололась, с созданием "Нового Австрийского Веркбунда", президентом которого был избран Клеменс Хольцмайстер, и одновременно эмиграция ряда  художников ассоциации в те годы ослабила Австрийский вербунд до такой степени, что его прежнее значение уже не восстановилось.

## Члены ассоциации
- Отто Брейер
- Альфред Кастеллис
- Йозеф Франк
- Рудольф Фрасс
- Йозеф Хоффманн
- Клеменс Хольцмайстер
- Эрнст Лихтблау
- Уолтер Лоос
- Франц Матушек
- Теодор Майер
- Ханс Майр
- Эрнст Плишке
- Отто Полак-Хеллвиг
- Сезар Попповиц
- Отто Прутшер
- Фриц Розенбаум
- Уолтер Соботка
- Оскар Стрнад
- Ханс А. Веттер
- Ойген Вахбергер
- Хельмут Вагнер-Фрайнсхайм
- Карл Витцманн
- Оскар Влах
- Ойген Верле
- Фриц Займер
- Йозеф Зотти